# Усманов, Хайрулла Абдрахманович
Хайрулла Абдрахманович Усманов (тат. Хәйрулла Абдурахман улы Госманов; 16 декабря 1866, Татарская Каргала, Оренбургский уезд — 14 июня 1915, Оренбург) — мулла, депутат II Государственной думы Российской империи от Оренбургской губернии (1907).

## Биография

### Ранние годы. Мулла и купец
Родился 16 декабря 1866 года в семье каргалинского купца. Хайрулла получил классическое мусульманское образование в медресе в Малмыжском уезде Казанской губернии (низшее духовное образование), в котором по окончании он также состоял несколько лет хальфой (помощник мударриса).
10 октября 1893 года был избран на должность второго муллы первой соборной мечети Сеитовского посада, а затем, указом Оренбургского губернского правления от 13 ноября — утвержден в званиях имам-хатыба и мударриса (указной мулла).
На рубеже XIX и XX веков возглавляемое Усмановым медресе в Каргале по постановке образовательного процесса считалось одним из лучших (использовало джадидизм): «Медресе в Каргале являются одним из главных сосредоточий татарской учености… в России» утверждал в 1904 году тайный советник А. С. Будилович.
26 августа 1895 года в Сеитовском посаде благотворительным обществом, членом которого являлся и Х. Усманов, была открыта новая школа. Одновременно с религиозной и преподавательской деятельностью Усманов занимался торговлей колониальными и бакалейными товарами.
По инициативе купца и мецената Абдулгани Галиевича Хусаинова в Каргале были организованы Всероссийские летние педагогические курсы по подготовке учителей татарских школ России (1898—1902). Усманов был также привлечен к деятельности этих курсов.
В 1907 году, с утверждения Министерства внутренних дел, был создан «Особый Попечительский Совет» по исполнению завещания купца Ахмед бая Хусаинова, оставившего 500 тысяч рублей «на развитие мусульманской религии». В Совет вошли Х. Усманов и еще 9 уважаемых лиц. Совет употребил средства на строительство мечетей и медресе, открытие и содержание мужских и женских школ, содержание медресе «Хусаиния».
С 1907 года был членом одного из культурных центров Южного Урала — Оренбургской ученой архивной комиссии (Оренбургская академия, 1887—1918).

### 1907. Депутат II Думы
7 (или 6) февраля 1907 года крестьянин Х. Усманов был избран депутатом Второй Государственной Думы Российской империи от общего состава выборщиков Оренбургского губернского избирательного собрания. В этот период он состоял в партии «Иттифак эль-муслимин» (мусульманской народной партии) и был земледельцем на восьми десятинах надельной земли.

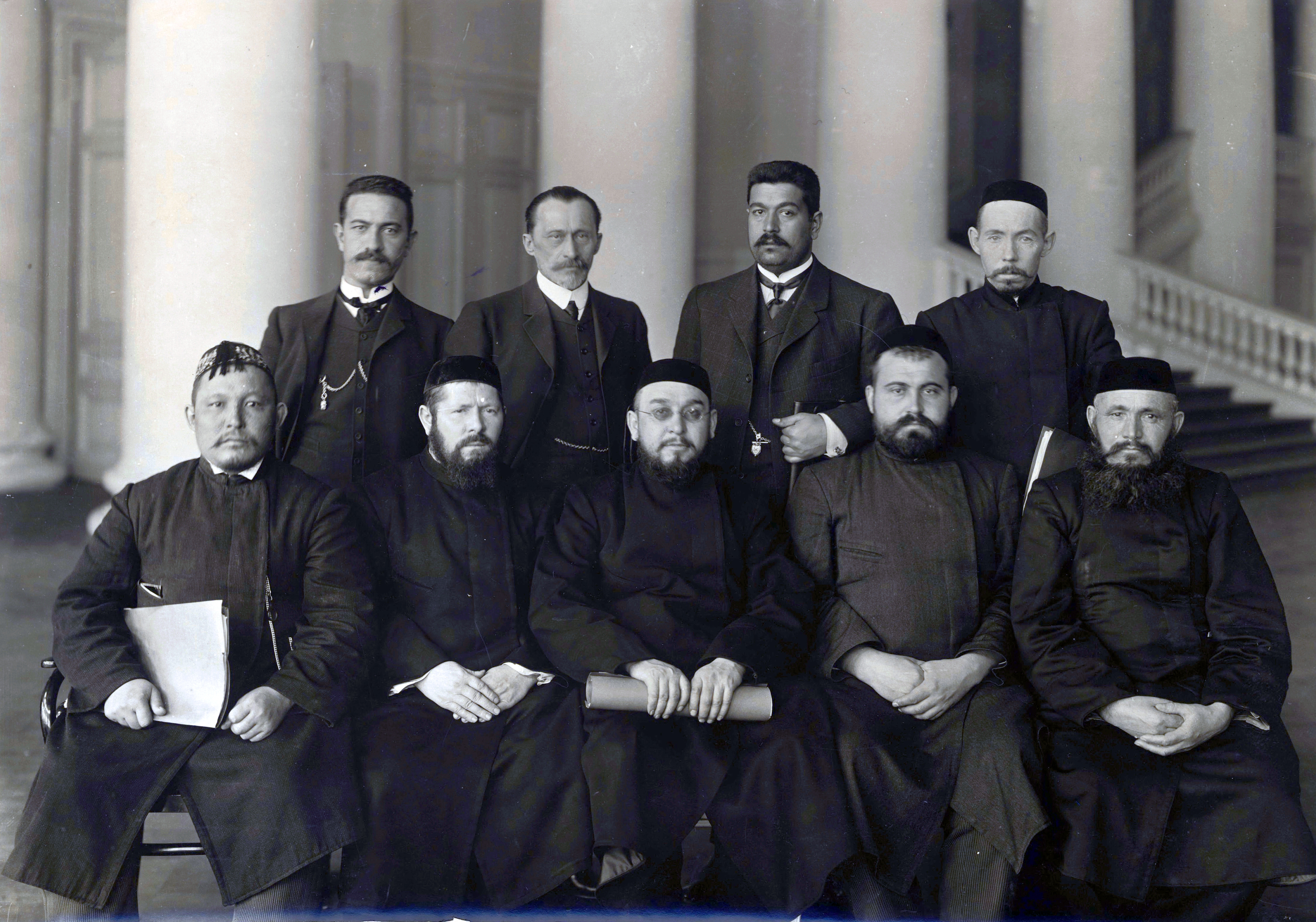
Группа депутатов Мусульманской фракции II Государственной Думы. Стоят: Махмудов М., Тевкелев К., Зейналов З., Бадамшин Г.; сидят: Кощегулов Ш., Хасанов М., Усманов Х., Атласов Х., Мусин Г.

В период работы II Думы был секретарем мусульманской фракции и сблизился с кадетами. Он также успел выступить как один из инициаторов законопроекта «Основные положения об отмене ограничений в политических и гражданских правах, связанных с вероисповеданием и национальностью» и поддержать заявление «Об отмене правил 31.03.1906 г. о начальных училищах для инородцев». Кроме того, он был причастен к парламентскому запросу о многочисленных фактах насилия царских полицейских чинов над башкирами в Бирском уезде Уфимской губернии. Но с парламентской трибуны не выступал.

### Последние годы
После роспуска Госдумы вернулся к обязанностям ахуна Сеитовского посада. 23 июня 1909 года, на встрече оренбургских избирателей с депутатами К.-М. Б. Тевкелевым и А.-М. А. Топчибашевым, Х. Усманов был избран в состав комиссии, созданной для организации финансовой помощи мусульманской фракции в Госдуме.

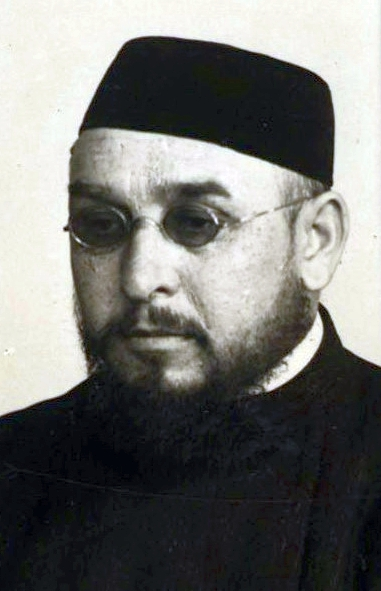
Х. Усманов (1907)

В 1910 году на средства имама-хатиба Усманова было построено здание, в котором разместились амбулатория и аптека — первые медицинские учреждения в селе Каргала. В 1912 году он совершил паломничество в Мекку и Медину, посетил ряд арабских стран и, при возвращении на родину, посетил Турцию, где встречался с министром и профессором Махмудом Асадом, принявшим приглашение посетить Оренбург и Каргалу. С 15 по 25 июня 1914 года Усманов участвовал в работе IV Всероссийского съезда мусульман в Санкт-Петербурге, который активно обсуждал реформы управления духовными делами.
Состоял действительным членом Мусульманского общества Оренбурга и председателем Мусульманского общества Сеитовского посада (1915).
Скончался в Оренбурге 14 июня 1915 года.

## Произведения
- Усманов Х. Шакирды и медресе // Вакт (Время). — 1906. — 30 марта. В статье, в частности, говорится: «…объясните, что новометодное образование не учит ни атеизму, ни невежеству…», «медресе должны функционировать как университеты», духовенство должно «и днем, и ночью стремиться к улучшению быта народа»[4].